# جميل الأرض
جميل الأرض (الاسم العلمي: Geocharis)، جنس نباتات من فصيلة الزنجبيلية. موطنه الأصلي مناطق جنوب شرق آسيا
الجَزَرِيّة (ماليزيا، إندونيسيا، الفلبين).
- Geocharis aurantiaca Ridl. - جوهر
- Geocharis fusiformis (Ridl.) R.M.Sm. - صباح، الفلبين
- Geocharis macrostemon (K.Schum.) Holttum - سومطرة
- Geocharis radicalis (Valeton) B.L.Burtt & R.M.Sm. - سومطرة
- Geocharis rubra Ridl. - سرواق
- Geocharis secundiflora (Ridl.) Holttum - شبه جزيرة ماليزيا